# Odznaka Grunwaldzka (ZHP)
Odznaka Grunwaldzka ZHP – odznaka ustanowiona dla upamiętnienia odznaczenia Związku Harcerstwa Polskiego Orderem Krzyża Grunwaldu. 
Odznakę, wraz z tytułem Drużyny Grunwaldzkiej, nadaje Naczelnik ZHP na wniosek władz Ogólnopolskiego Ruchu Programowo-Metodycznego „Wspólnota Drużyn Grunwaldzkich”. 
Regulamin i zasady zdobywania tytułu i Odznaki Grunwaldzkiej oraz regulamin Znaku Zawiszy określa Wspólnota Drużyn Grunwaldzkich. Również Wspólnota koordynuje wszystkie przedsięwzięcia związane ze zdobywaniem tytułu Drużyny Grunwaldzkiej i Odznaki Grunwaldzkiej przez jednostki harcerskie, a przez harcerzy, harcerzy starszych, wędrowników i instruktorów – Znaku Zawiszy.
Uroczyste dekorowanie sztandarów i proporców drużyn Odznaką Grunwaldzką dokonywane jest każdego roku na zlocie na polach Grunwaldu. Plakietka Odznaki Grunwaldzkiej jest nabijana na drzewce sztandaru lub proporca drużyny. 
Drużyny wyróżnione Odznaką są wpisywane do Księgi Drużyn Grunwaldzkich ZHP złożonej w Muzeum Grunwaldzkim. Mają one prawo przez 3 lata posługiwać się tytułem Drużyna Grunwaldzka ZHP i przyznawać swoim członkom Znak Zawiszy. Znak noszony jest przez harcerzy na środku lewej kieszeni munduru.
Symbolem Odznaki Grunwaldzkiej i Znaku Zawiszy jest stylizowany znak graficzny wzorowany na Pomniku Grunwaldzkim.